# Medalhistas olímpicos da natação (feminino)
Esta é uma lista com as medalhistas olímpicas na natação feminina.

## Eventos atuais

### 50 metros livre
| Evento                    | Ouro                                  | Prata                                   | Bronze                                                               | Ref   |
| ------------------------- | ------------------------------------- | --------------------------------------- | -------------------------------------------------------------------- | ----- |
| Seul 1988 (detalhes)      | Kristin Otto GDR Alemanha Oriental    | Yang Wenyi CHN China                    | Katrin Meißner GDR Alemanha Oriental Jill Sterkel USA Estados Unidos | [ 1 ] |
| Barcelona 1992 (detalhes) | Yang Wenyi CHN China                  | Zhuang Yong CHN China                   | Angel Martino USA Estados Unidos                                     | [ 2 ] |
| Atlanta 1996 (detalhes)   | Amy Van Dyken USA Estados Unidos      | Le Jingyi CHN China                     | Sandra Völker GER Alemanha                                           | [ 3 ] |
| Sydney 2000 (detalhes)    | Inge de Bruijn NED Países Baixos      | Therese Alshammar SWE Suécia            | Dara Torres USA Estados Unidos                                       | [ 4 ] |
| Atenas 2004 (detalhes)    | Inge de Bruijn NED Países Baixos      | Malia Metella FRA França                | Libby Lenton AUS Austrália                                           | [ 5 ] |
| Pequim 2008 (detalhes)    | Britta Steffen GER Alemanha           | Dara Torres USA Estados Unidos          | Cate Campbell AUS Austrália                                          | [ 6 ] |
| Londres 2012 (detalhes)   | Ranomi Kromowidjojo NED Países Baixos | Aleksandra Gerasimenya BLR Bielorrússia | Marleen Veldhuis NED Países Baixos                                   | [ 7 ] |
| Rio 2016 (detalhes)       | Pernille Blume DEN Dinamarca          | Simone Manuel USA Estados Unidos        | Aleksandra Gerasimenya BLR Bielorrússia                              |       |
| Tóquio 2020 (detalhes)    | Emma McKeon AUS Austrália             | Sarah Sjöström SWE Suécia               | Pernille Blume DEN Dinamarca                                         | [ 8 ] |
| Paris 2024 (detalhes)     | Sarah Sjöström SWE Suécia             | Meg Harris AUS Austrália                | Zhang Yufei CHN China                                                | [ 9 ] |

### 100 metros livre
| Evento                           | Ouro                                                                    | Prata                                   | Bronze                                                          | Ref    |
| -------------------------------- | ----------------------------------------------------------------------- | --------------------------------------- | --------------------------------------------------------------- | ------ |
| Estocolmo 1912 (detalhes)        | Fanny Durack ANZ Australásia                                            | Wilhelmina Wylie ANZ Australásia        | Jennie Fletcher GBR Grã-Bretanha                                | [ 10 ] |
| Antuérpia 1920 (detalhes)        | Ethelda Bleibtrey USA Estados Unidos                                    | Irene Guest USA Estados Unidos          | Frances Schroth USA Estados Unidos                              | [ 11 ] |
| Paris 1924 (detalhes)            | Ethel Lackie USA Estados Unidos                                         | Mariechen Wehselau USA Estados Unidos   | Gertrude Ederle USA Estados Unidos                              | [ 12 ] |
| Amsterdã 1928 (detalhes)         | Albina Osipowich USA Estados Unidos                                     | Eleanor Garatti USA Estados Unidos      | Joyce Cooper GBR Grã-Bretanha                                   | [ 13 ] |
| Los Angeles 1932 (detalhes)      | Helene Madison USA Estados Unidos                                       | Willy den Ouden NED Países Baixos       | Eleanor Saville USA Estados Unidos                              | [ 14 ] |
| Berlim 1936 (detalhes)           | Rie Mastenbroek NED Países Baixos                                       | Jeannette Campbell ARG Argentina        | Gisela Arendt GER Alemanha                                      | [ 15 ] |
| Londres 1948 (detalhes)          | Greta Andersen DEN Dinamarca                                            | Ann Curtis USA Estados Unidos           | Marie-Louise Linssen-Vaessen NED Países Baixos                  | [ 16 ] |
| Helsinque 1952 (detalhes)        | Katalin Szőke HUN Hungria                                               | Hannie Termeulen NED Países Baixos      | Judit Temes HUN Hungria                                         | [ 17 ] |
| Melbourne 1956 (detalhes)        | Dawn Fraser AUS Austrália                                               | Lorraine Crapp AUS Austrália            | Faith Leech AUS Austrália                                       | [ 18 ] |
| Roma 1960 (detalhes)             | Dawn Fraser AUS Austrália                                               | Chris von Saltza USA Estados Unidos     | Natalie Steward GBR Grã-Bretanha                                | [ 19 ] |
| Tóquio 1964 (detalhes)           | Dawn Fraser AUS Austrália                                               | Sharon Stouder USA Estados Unidos       | Kathleen Ellis USA Estados Unidos                               | [ 20 ] |
| Cidade do México 1968 (detalhes) | Jan Henne USA Estados Unidos                                            | Susan Pedersen USA Estados Unidos       | Linda Gustavson USA Estados Unidos                              | [ 21 ] |
| Munique 1972 (detalhes)          | Sandra Neilson USA Estados Unidos                                       | Shirley Babashoff USA Estados Unidos    | Shane Gould AUS Austrália                                       | [ 22 ] |
| Montreal 1976 (detalhes)         | Kornelia Ender GDR Alemanha Oriental                                    | Petra Priemer GDR Alemanha Oriental     | Enith Brigitha NED Países Baixos                                | [ 23 ] |
| Moscou 1980 (detalhes)           | Barbara Krause GDR Alemanha Oriental                                    | Caren Metschuck GDR Alemanha Oriental   | Ines Diers GDR Alemanha Oriental                                | [ 24 ] |
| Los Angeles 1984 (detalhes)      | Nancy Hogshead USA Estados Unidos Carrie Steinseifer USA Estados Unidos | nenhuma                                 | Annemarie Verstappen NED Países Baixos                          | [ 25 ] |
| Seul 1988 (detalhes)             | Kristin Otto GDR Alemanha Oriental                                      | Zhuang Yong CHN China                   | Catherine Plewinski FRA França                                  | [ 26 ] |
| Barcelona 1992 (detalhes)        | Zhuang Yong CHN China                                                   | Jenny Thompson USA Estados Unidos       | Franziska van Almsick GER Alemanha                              | [ 27 ] |
| Atlanta 1996 (detalhes)          | Le Jingyi CHN China                                                     | Sandra Völker GER Alemanha              | Angel Martino USA Estados Unidos                                | [ 28 ] |
| Sydney 2000 (detalhes)           | Inge de Bruijn NED Países Baixos                                        | Therese Alshammar SWE Suécia            | Angel Martino USA Estados Unidos Dara Torres USA Estados Unidos | [ 29 ] |
| Atenas 2004 (detalhes)           | Jodie Henry AUS Austrália                                               | Inge de Bruijn NED Países Baixos        | Natalie Coughlin USA Estados Unidos                             | [ 30 ] |
| Pequim 2008 (detalhes)           | Britta Steffen GER Alemanha                                             | Lisbeth Trickett AUS Austrália          | Natalie Coughlin USA Estados Unidos                             | [ 31 ] |
| Londres 2012 (detalhes)          | Ranomi Kromowidjojo NED Países Baixos                                   | Aleksandra Gerasimenya BLR Bielorrússia | Tang Yi CHN China                                               | [ 32 ] |
| Rio 2016 (detalhes)              | Simone Manuel USA Estados Unidos Penny Oleksiak CAN Canadá              | nenhuma                                 | Sarah Sjöström SWE Suécia                                       |        |
| Tóquio 2020 (detalhes)           | Emma McKeon AUS Austrália                                               | Siobhán Haughey HKG Hong Kong           | Cate Campbell AUS Austrália                                     | [ 8 ]  |
| Paris 2024 (detalhes)            | Sarah Sjöström SWE Suécia                                               | Torri Huske USA Estados Unidos          | Siobhán Haughey HKG Hong Kong                                   | [ 9 ]  |

### 200 metros livre
| Evento                           | Ouro                                  | Prata                                | Bronze                                  | Ref    |
| -------------------------------- | ------------------------------------- | ------------------------------------ | --------------------------------------- | ------ |
| Cidade do México 1968 (detalhes) | Debbie Meyer USA Estados Unidos       | Jan Henne USA Estados Unidos         | Jane Barkman USA Estados Unidos         | [ 33 ] |
| Munique 1972 (detalhes)          | Shane Gould AUS Austrália             | Shirley Babashoff USA Estados Unidos | Keena Rothhammer USA Estados Unidos     | [ 34 ] |
| Montreal 1976 (detalhes)         | Kornelia Ender GDR Alemanha Oriental  | Shirley Babashoff USA Estados Unidos | Enith Brigitha NED Países Baixos        | [ 35 ] |
| Moscou 1980 (detalhes)           | Barbara Krause GDR Alemanha Oriental  | Ines Diers GDR Alemanha Oriental     | Carmela Schmidt GDR Alemanha Oriental   | [ 36 ] |
| Los Angeles 1984 (detalhes)      | Mary Wayte USA Estados Unidos         | Cynthia Woodhead USA Estados Unidos  | Annemarie Verstappen NED Países Baixos  | [ 37 ] |
| Seul 1988 (detalhes)             | Heike Friedrich GDR Alemanha Oriental | Silvia Poll CRC Costa Rica           | Manuela Stellmach GDR Alemanha Oriental | [ 38 ] |
| Barcelona 1992 (detalhes)        | Nicole Haislett USA Estados Unidos    | Franziska van Almsick GER Alemanha   | Kerstin Kielgass GER Alemanha           | [ 39 ] |
| Atlanta 1996 (detalhes)          | Claudia Poll CRC Costa Rica           | Franziska van Almsick GER Alemanha   | Dagmar Hase GER Alemanha                | [ 40 ] |
| Sydney 2000 (detalhes)           | Susie O'Neill AUS Austrália           | Martina Moravcová SVK Eslováquia     | Claudia Poll CRC Costa Rica             | [ 41 ] |
| Atenas 2004 (detalhes)           | Camelia Potec ROU Romênia             | Federica Pellegrini ITA Itália       | Solenne Figuès FRA França               | [ 42 ] |
| Pequim 2008 (detalhes)           | Federica Pellegrini ITA Itália        | Sara Isakovič SLO Eslovênia          | Pang Jiaying CHN China                  | [ 43 ] |
| Londres 2012 (detalhes)          | Allison Schmitt USA Estados Unidos    | Camille Muffat FRA França            | Bronte Barratt AUS Austrália            | [ 44 ] |
| Rio 2016 (detalhes)              | Katie Ledecky USA Estados Unidos      | Sarah Sjöström SWE Suécia            | Emma McKeon AUS Austrália               |        |
| Tóquio 2020 (detalhes)           | Ariarne Titmus AUS Austrália          | Siobhán Haughey HKG Hong Kong        | Penny Oleksiak CAN Canadá               | [ 8 ]  |
| Paris 2024 (detalhes)            | Mollie O'Callaghan AUS Austrália      | Ariarne Titmus AUS Austrália         | Siobhán Haughey HKG Hong Kong           | [ 9 ]  |

### 400 metros livre
| Evento                           | Ouro                                | Prata                                 | Bronze                                | Ref    |
| -------------------------------- | ----------------------------------- | ------------------------------------- | ------------------------------------- | ------ |
| Paris 1924 (detalhes)            | Martha Norelius USA Estados Unidos  | Helen Wainwright USA Estados Unidos   | Gertrude Ederle USA Estados Unidos    | [ 45 ] |
| Amsterdã 1928 (detalhes)         | Martha Norelius USA Estados Unidos  | Maria Johanna Braun NED Países Baixos | Josephine McKim USA Estados Unidos    | [ 46 ] |
| Los Angeles 1932 (detalhes)      | Helene Madison USA Estados Unidos   | Lenore Kight USA Estados Unidos       | Jenny Maakal RSA África do Sul        | [ 47 ] |
| Berlim 1936 (detalhes)           | Rie Mastenbroek NED Países Baixos   | Ragnhild Hveger DEN Dinamarca         | Lenore Kight USA Estados Unidos       | [ 48 ] |
| Londres 1948 (detalhes)          | Ann Curtis USA Estados Unidos       | Karen Harup DEN Dinamarca             | Catherine Gibson GBR Grã-Bretanha     | [ 49 ] |
| Helsinque 1952 (detalhes)        | Valéria Gyenge HUN Hungria          | Éva Novák HUN Hungria                 | Evelyn Kawamoto USA Estados Unidos    | [ 50 ] |
| Melbourne 1956 (detalhes)        | Lorraine Crapp AUS Austrália        | Dawn Fraser AUS Austrália             | Sylvia Ruuska USA Estados Unidos      | [ 51 ] |
| Roma 1960 (detalhes)             | Chris von Saltza USA Estados Unidos | Jane Cederqvist SWE Suécia            | Tineke Lagerberg NED Países Baixos    | [ 52 ] |
| Tóquio 1964 (detalhes)           | Virginia Duenkel USA Estados Unidos | Marilyn Ramenofsky USA Estados Unidos | Terri Stickles USA Estados Unidos     | [ 53 ] |
| Cidade do México 1968 (detalhes) | Debbie Meyer USA Estados Unidos     | Linda Gustavson USA Estados Unidos    | Karen Moras AUS Austrália             | [ 54 ] |
| Munique 1972 (detalhes)          | Shane Gould AUS Austrália           | Novella Calligaris ITA Itália         | Gudrun Wegner GDR Alemanha Oriental   | [ 55 ] |
| Montreal 1976 (detalhes)         | Petra Thümer GDR Alemanha Oriental  | Shirley Babashoff USA Estados Unidos  | Shannon Smith CAN Canadá              | [ 56 ] |
| Moscou 1980 (detalhes)           | Ines Diers GDR Alemanha Oriental    | Petra Schneider GDR Alemanha Oriental | Carmela Schmidt GDR Alemanha Oriental | [ 57 ] |
| Los Angeles 1984 (detalhes)      | Tiffany Cohen USA Estados Unidos    | Sarah Hardcastle GBR Grã-Bretanha     | June Croft GBR Grã-Bretanha           | [ 58 ] |
| Seul 1988 (detalhes)             | Janet Evans USA Estados Unidos      | Heike Friedrich GDR Alemanha Oriental | Anke Möhring GDR Alemanha Oriental    | [ 59 ] |
| Barcelona 1992 (detalhes)        | Dagmar Hase GER Alemanha            | Janet Evans USA Estados Unidos        | Hayley Lewis AUS Austrália            | [ 60 ] |
| Atlanta 1996 (detalhes)          | Michelle Smith IRL Irlanda          | Dagmar Hase GER Alemanha              | Kirsten Vlieghuis NED Países Baixos   | [ 61 ] |
| Sydney 2000 (detalhes)           | Brooke Bennett USA Estados Unidos   | Diana Munz USA Estados Unidos         | Claudia Poll CRC Costa Rica           | [ 62 ] |
| Atenas 2004 (detalhes)           | Laure Manaudou FRA França           | Otylia Jędrzejczak POL Polônia        | Kaitlin Sandeno USA Estados Unidos    | [ 63 ] |
| Pequim 2008 (detalhes)           | Rebecca Adlington GBR Grã-Bretanha  | Katie Hoff USA Estados Unidos         | Joanne Jackson GBR Grã-Bretanha       | [ 64 ] |
| Londres 2012 (detalhes)          | Camille Muffat FRA França           | Allison Schmitt USA Estados Unidos    | Rebecca Adlington GBR Grã-Bretanha    | [ 65 ] |
| Rio 2016 (detalhes)              | Katie Ledecky USA Estados Unidos    | Jazmin Carlin GBR Grã-Bretanha        | Leah Smith USA Estados Unidos         |        |
| Tóquio 2020 (detalhes)           | Ariarne Titmus AUS Austrália        | Katie Ledecky USA Estados Unidos      | Li Bingjie CHN China                  | [ 8 ]  |
| Paris 2024 (detalhes)            | Ariarne Titmus AUS Austrália        | Summer McIntosh CAN Canadá            | Katie Ledecky USA Estados Unidos      | [ 9 ]  |

### 800 metros livre
| Evento                           | Ouro                                | Prata                                  | Bronze                              | Ref    |
| -------------------------------- | ----------------------------------- | -------------------------------------- | ----------------------------------- | ------ |
| Cidade do México 1968 (detalhes) | Debbie Meyer USA Estados Unidos     | Pam Kruse USA Estados Unidos           | Maria Teresa Ramírez MEX México     | [ 66 ] |
| Munique 1972 (detalhes)          | Keena Rothhammer USA Estados Unidos | Shane Gould AUS Austrália              | Novella Calligaris ITA Itália       | [ 67 ] |
| Montreal 1976 (detalhes)         | Petra Thümer GDR Alemanha Oriental  | Shirley Babashoff USA Estados Unidos   | Wendy Weinberg USA Estados Unidos   | [ 68 ] |
| Moscou 1980 (detalhes)           | Michelle Ford AUS Austrália         | Ines Diers GDR Alemanha Oriental       | Heike Dähne GDR Alemanha Oriental   | [ 69 ] |
| Los Angeles 1984 (detalhes)      | Tiffany Cohen USA Estados Unidos    | Michelle Richardson USA Estados Unidos | Sarah Hardcastle GBR Grã-Bretanha   | [ 70 ] |
| Seul 1988 (detalhes)             | Janet Evans USA Estados Unidos      | Astrid Strauß GDR Alemanha Oriental    | Julie McDonald AUS Austrália        | [ 71 ] |
| Barcelona 1992 (detalhes)        | Janet Evans USA Estados Unidos      | Hayley Lewis AUS Austrália             | Jana Henke GER Alemanha             | [ 72 ] |
| Atlanta 1996 (detalhes)          | Brooke Bennett USA Estados Unidos   | Dagmar Hase GER Alemanha               | Kirsten Vlieghuis NED Países Baixos | [ 73 ] |
| Sydney 2000 (detalhes)           | Brooke Bennett USA Estados Unidos   | Yana Klochkova UKR Ucrânia             | Kaitlin Sandeno USA Estados Unidos  | [ 74 ] |
| Atenas 2004 (detalhes)           | Ai Shibata JPN Japão                | Laure Manaudou FRA França              | Diana Munz USA Estados Unidos       | [ 75 ] |
| Pequim 2008 (detalhes)           | Rebecca Adlington GBR Grã-Bretanha  | Alessia Filippi ITA Itália             | Lotte Friis DEN Dinamarca           | [ 76 ] |
| Londres 2012 (detalhes)          | Katie Ledecky USA Estados Unidos    | Mireia Belmonte ESP Espanha            | Rebecca Adlington GBR Grã-Bretanha  | [ 77 ] |
| Rio 2016 (detalhes)              | Katie Ledecky USA Estados Unidos    | Jazmin Carlin GBR Grã-Bretanha         | Boglárka Kapás HUN Hungria          |        |
| Tóquio 2020 (detalhes)           | Katie Ledecky USA Estados Unidos    | Ariarne Titmus AUS Austrália           | Simona Quadarella ITA Itália        | [ 8 ]  |
| Paris 2024 (detalhes)            | Katie Ledecky USA Estados Unidos    | Ariarne Titmus AUS Austrália           | Paige Madden USA Estados Unidos     | [ 9 ]  |

### 1500 metros livre
| Evento                 | Ouro                             | Prata                               | Bronze                    | Ref   |
| ---------------------- | -------------------------------- | ----------------------------------- | ------------------------- | ----- |
| Tóquio 2020 (detalhes) | Katie Ledecky USA Estados Unidos | Erica Sullivan USA Estados Unidos   | Sarah Köhler GER Alemanha | [ 8 ] |
| Paris 2024 (detalhes)  | Katie Ledecky USA Estados Unidos | Anastasiya Kirpichnikova FRA França | Isabel Gose GER Alemanha  | [ 9 ] |

### 100 metros costas
| Evento                           | Ouro                                 | Prata                                | Bronze                                      | Ref    |
| -------------------------------- | ------------------------------------ | ------------------------------------ | ------------------------------------------- | ------ |
| Paris 1924 (detalhes)            | Sybil Bauer USA Estados Unidos       | Phyllis Harding GBR Grã-Bretanha     | Aileen Riggin USA Estados Unidos            | [ 78 ] |
| Amsterdã 1928 (detalhes)         | Zus Braun NED Países Baixos          | Ellen King GBR Grã-Bretanha          | Joyce Cooper GBR Grã-Bretanha               | [ 79 ] |
| Los Angeles 1932 (detalhes)      | Eleanor Holm USA Estados Unidos      | Bonnie Mealing AUS Austrália         | Valerie Davies GBR Grã-Bretanha             | [ 80 ] |
| Berlim 1936 (detalhes)           | Nida Senff NED Países Baixos         | Rie Mastenbroek NED Países Baixos    | Alice Bridges USA Estados Unidos            | [ 81 ] |
| Londres 1948 (detalhes)          | Karen Harup DEN Dinamarca            | Suzanne Zimmerman USA Estados Unidos | Judy-Joy Davies AUS Austrália               | [ 82 ] |
| Helsinque 1952 (detalhes)        | Joan Harrison RSA África do Sul      | Geertje Wielema NED Países Baixos    | Jean Stewart NZL Nova Zelândia              | [ 83 ] |
| Melbourne 1956 (detalhes)        | Judy Grinham GBR Grã-Bretanha        | Carin Cone USA Estados Unidos        | Margaret Edwards GBR Grã-Bretanha           | [ 84 ] |
| Roma 1960 (detalhes)             | Lynn Burke USA Estados Unidos        | Natalie Steward GBR Grã-Bretanha     | Satoko Tanaka JPN Japão                     | [ 85 ] |
| Tóquio 1964 (detalhes)           | Cathy Ferguson USA Estados Unidos    | Kiki Caron FRA França                | Virginia Duenkel USA Estados Unidos         | [ 86 ] |
| Cidade do México 1968 (detalhes) | Kaye Hall USA Estados Unidos         | Elaine Tanner CAN Canadá             | Jane Swagerty USA Estados Unidos            | [ 87 ] |
| Munique 1972 (detalhes)          | Melissa Belote USA Estados Unidos    | Andrea Gyarmati HUN Hungria          | Susan Atwood USA Estados Unidos             | [ 88 ] |
| Montreal 1976 (detalhes)         | Ulrike Richter GDR Alemanha Oriental | Birgit Treiber GDR Alemanha Oriental | Nancy Garapick CAN Canadá                   | [ 89 ] |
| Moscou 1980 (detalhes)           | Rica Reinisch GDR Alemanha Oriental  | Ina Kleber GDR Alemanha Oriental     | Petra Riedel GDR Alemanha Oriental          | [ 90 ] |
| Los Angeles 1984 (detalhes)      | Theresa Andrews USA Estados Unidos   | Betsy Mitchell USA Estados Unidos    | Jolanda de Rover NED Países Baixos          | [ 91 ] |
| Seul 1988 (detalhes)             | Kristin Otto GDR Alemanha Oriental   | Krisztina Egerszegi HUN Hungria      | Cornelia Sirch GDR Alemanha Oriental        | [ 92 ] |
| Barcelona 1992 (detalhes)        | Krisztina Egerszegi HUN Hungria      | Tünde Szabó HUN Hungria              | Lea Loveless USA Estados Unidos             | [ 93 ] |
| Atlanta 1996 (detalhes)          | Beth Botsford USA Estados Unidos     | Whitney Hedgepeth USA Estados Unidos | Marianne Kriel RSA África do Sul            | [ 94 ] |
| Sydney 2000 (detalhes)           | Diana Mocanu ROU Romênia             | Mai Nakamura JPN Japão               | Nina Zhivanevskaya ESP Espanha              | [ 95 ] |
| Atenas 2004 (detalhes)           | Natalie Coughlin USA Estados Unidos  | Kirsty Coventry ZIM Zimbabwe         | Laure Manaudou FRA França                   | [ 96 ] |
| Pequim 2008 (detalhes)           | Natalie Coughlin USA Estados Unidos  | Kirsty Coventry ZIM Zimbabwe         | Margaret Hoelzer USA Estados Unidos         | [ 97 ] |
| Londres 2012 (detalhes)          | Missy Franklin USA Estados Unidos    | Emily Seebohm AUS Austrália          | Aya Terakawa JPN Japão                      | [ 98 ] |
| Rio 2016 (detalhes)              | Katinka Hosszú HUN Hungria           | Kathleen Baker USA Estados Unidos    | Kylie Masse CAN Canadá Fu Yuanhui CHN China |        |
| Tóquio 2020 (detalhes)           | Kaylee McKeown AUS Austrália         | Kylie Masse CAN Canadá               | Regan Smith USA Estados Unidos              | [ 8 ]  |
| Paris 2024 (detalhes)            | Kaylee McKeown AUS Austrália         | Regan Smith USA Estados Unidos       | Katharine Berkoff USA Estados Unidos        | [ 9 ]  |

### 200 metros costas
| Evento                           | Ouro                                 | Prata                                   | Bronze                                                   | Ref     |
| -------------------------------- | ------------------------------------ | --------------------------------------- | -------------------------------------------------------- | ------- |
| Cidade do México 1968 (detalhes) | Lillian Watson USA Estados Unidos    | Elaine Tanner CAN Canadá                | Kaye Hall USA Estados Unidos                             | [ 99 ]  |
| Munique 1972 (detalhes)          | Melissa Belote USA Estados Unidos    | Susan Atwood USA Estados Unidos         | Donna Gurr CAN Canadá                                    | [ 100 ] |
| Montreal 1976 (detalhes)         | Ulrike Richter GDR Alemanha Oriental | Birgit Treiber GDR Alemanha Oriental    | Nancy Garapick CAN Canadá                                | [ 101 ] |
| Moscou 1980 (detalhes)           | Rica Reinisch GDR Alemanha Oriental  | Cornelia Polit GDR Alemanha Oriental    | Birgit Treiber GDR Alemanha Oriental                     | [ 102 ] |
| Los Angeles 1984 (detalhes)      | Jolanda de Rover NED Países Baixos   | Amy White USA Estados Unidos            | Anca Patrascoiu ROU Romênia                              | [ 103 ] |
| Seul 1988 (detalhes)             | Krisztina Egerszegi HUN Hungria      | Katrin Zimmermann GDR Alemanha Oriental | Cornelia Sirch GDR Alemanha Oriental                     | [ 104 ] |
| Barcelona 1992 (detalhes)        | Krisztina Egerszegi HUN Hungria      | Dagmar Hase GER Alemanha                | Nicole Stevenson AUS Austrália                           | [ 105 ] |
| Atlanta 1996 (detalhes)          | Krisztina Egerszegi HUN Hungria      | Whitney Hedgepeth USA Estados Unidos    | Cathleen Rund GER Alemanha                               | [ 106 ] |
| Sydney 2000 (detalhes)           | Diana Mocanu ROU Romênia             | Roxana Maracineanu FRA França           | Miki Nakao JPN Japão                                     | [ 107 ] |
| Atenas 2004 (detalhes)           | Kirsty Coventry ZIM Zimbabwe         | Stanislava Komarova RUS Rússia          | Antje Buschschulte GER Alemanha Reiko Nakamura JPN Japão | [ 108 ] |
| Pequim 2008 (detalhes)           | Kirsty Coventry ZIM Zimbabwe         | Margaret Hoelzer USA Estados Unidos     | Reiko Nakamura JPN Japão                                 | [ 109 ] |
| Londres 2012 (detalhes)          | Missy Franklin USA Estados Unidos    | Anastasia Zueva RUS Rússia              | Elizabeth Beisel USA Estados Unidos                      | [ 110 ] |
| Rio 2016 (detalhes)              | Maya DiRado USA Estados Unidos       | Katinka Hosszú HUN Hungria              | Hilary Caldwell CAN Canadá                               |         |
| Tóquio 2020 (detalhes)           | Kaylee McKeown AUS Austrália         | Kylie Masse CAN Canadá                  | Emily Seebohm AUS Austrália                              | [ 8 ]   |
| Paris 2024 (detalhes)            | Kaylee McKeown AUS Austrália         | Regan Smith USA Estados Unidos          | Kylie Masse CAN Canadá                                   | [ 9 ]   |

### 100 metros peito
| Evento                           | Ouro                                    | Prata                                        | Bronze                               | Ref     |
| -------------------------------- | --------------------------------------- | -------------------------------------------- | ------------------------------------ | ------- |
| Cidade do México 1968 (detalhes) | Đurđica Bjedov YUG Iugoslávia           | Galina Prozumenshchikova URS União Soviética | Sharon Wichman USA Estados Unidos    | [ 111 ] |
| Munique 1972 (detalhes)          | Catherine Carr USA Estados Unidos       | Galina Prozumenshchikova URS União Soviética | Beverley Whitfield AUS Austrália     | [ 112 ] |
| Montreal 1976 (detalhes)         | Hannelore Anke GDR Alemanha Oriental    | Lyubov Rusanova URS União Soviética          | Marina Kosheveya URS União Soviética | [ 113 ] |
| Moscou 1980 (detalhes)           | Ute Geweniger GDR Alemanha Oriental     | Elvira Vasilkova URS União Soviética         | Susanne Nielsson DEN Dinamarca       | [ 114 ] |
| Los Angeles 1984 (detalhes)      | Petra van Staveren NED Países Baixos    | Anne Ottenbrite CAN Canadá                   | Catherine Poirot FRA França          | [ 115 ] |
| Seul 1988 (detalhes)             | Tanya Dangalakova BUL Bulgária          | Antoaneta Frenkeva BUL Bulgária              | Silke Hörner GDR Alemanha Oriental   | [ 116 ] |
| Barcelona 1992 (detalhes)        | Yelena Rudkovskaya EUN Equipa Unificada | Anita Nall USA Estados Unidos                | Samantha Riley AUS Austrália         | [ 117 ] |
| Atlanta 1996 (detalhes)          | Penelope Heyns RSA África do Sul        | Amanda Beard USA Estados Unidos              | Samantha Riley AUS Austrália         | [ 118 ] |
| Sydney 2000 (detalhes)           | Megan Quann USA Estados Unidos          | Leisel Jones AUS Austrália                   | Penelope Heyns RSA África do Sul     | [ 119 ] |
| Atenas 2004 (detalhes)           | Luo Xuejuan CHN China                   | Brooke Hanson AUS Austrália                  | Leisel Jones AUS Austrália           | [ 120 ] |
| Pequim 2008 (detalhes)           | Leisel Jones AUS Austrália              | Rebecca Soni USA Estados Unidos              | Mirna Jukić AUT Áustria              | [ 121 ] |
| Londres 2012 (detalhes)          | Rūta Meilutytė LTU Lituânia             | Rebecca Soni USA Estados Unidos              | Satomi Suzuki JPN Japão              | [ 122 ] |
| Rio 2016 (detalhes)              | Lilly King USA Estados Unidos           | Yuliya Efimova RUS Rússia                    | Katie Meili USA Estados Unidos       |         |
| Tóquio 2020 (detalhes)           | Lydia Jacoby USA Estados Unidos         | Tatjana Schoenmaker RSA África do Sul        | Lilly King USA Estados Unidos        | [ 8 ]   |
| Paris 2024 (detalhes)            | Tatjana Smith RSA África do Sul         | Tang Qianting CHN China                      | Mona McSharry IRL Irlanda            | [ 9 ]   |

### 200 metros peito
| Evento                           | Ouro                                         | Prata                                    | Bronze                                       | Ref     |
| -------------------------------- | -------------------------------------------- | ---------------------------------------- | -------------------------------------------- | ------- |
| Paris 1924 (detalhes)            | Lucy Morton GBR Grã-Bretanha                 | Agnes Geraghty USA Estados Unidos        | Gladys Carson GBR Grã-Bretanha               | [ 123 ] |
| Amsterdã 1928 (detalhes)         | Hilde Schrader GER Alemanha                  | Mietje Baron NED Países Baixos           | Charlotte Mühe GER Alemanha                  | [ 124 ] |
| Los Angeles 1932 (detalhes)      | Clare Dennis AUS Austrália                   | Hideko Maehata JPN Japão                 | Else Jacobsen DEN Dinamarca                  | [ 125 ] |
| Berlim 1936 (detalhes)           | Hideko Maehata JPN Japão                     | Martha Genenger GER Alemanha             | Inge Sørensen DEN Dinamarca                  | [ 126 ] |
| Londres 1948 (detalhes)          | Petronella van Vliet NED Países Baixos       | Nancy Lyons AUS Austrália                | Éva Novák HUN Hungria                        | [ 127 ] |
| Helsinque 1952 (detalhes)        | Éva Székely HUN Hungria                      | Éva Novák HUN Hungria                    | Elenor Gordon GBR Grã-Bretanha               | [ 128 ] |
| Melbourne 1956 (detalhes)        | Ursula Happe EUA Equipe Alemã Unida          | Éva Székely HUN Hungria                  | Eva-Maria Elsen EUA Equipe Alemã Unida       | [ 129 ] |
| Roma 1960 (detalhes)             | Anita Lonsbrough GBR Grã-Bretanha            | Wiltrud Urselmann EUA Equipe Alemã Unida | Barbara Göbel EUA Equipe Alemã Unida         | [ 130 ] |
| Tóquio 1964 (detalhes)           | Galina Prozumenshchikova URS União Soviética | Claudia Kolb USA Estados Unidos          | Svetlana Babanina URS União Soviética        | [ 131 ] |
| Cidade do México 1968 (detalhes) | Sharon Wichman USA Estados Unidos            | Đurđica Bjedov YUG Iugoslávia            | Galina Prozumenshchikova URS União Soviética | [ 132 ] |
| Munique 1972 (detalhes)          | Beverley Whitfield AUS Austrália             | Dana Schoenfield USA Estados Unidos      | Galina Prozumenshchikova URS União Soviética | [ 133 ] |
| Montreal 1976 (detalhes)         | Marina Kosheveya URS União Soviética         | Marina Yurchenya URS União Soviética     | Lyubov Rusanova URS União Soviética          | [ 134 ] |
| Moscou 1980 (detalhes)           | Lina Kačiušytė URS União Soviética           | Svetlana Varganova URS União Soviética   | Yuliya Bogdanova URS União Soviética         | [ 135 ] |
| Los Angeles 1984 (detalhes)      | Anne Ottenbrite CAN Canadá                   | Susan Rapp USA Estados Unidos            | Ingrid Lempereur BEL Bélgica                 | [ 136 ] |
| Seul 1988 (detalhes)             | Silke Hörner GDR Alemanha Oriental           | Huang Xiaomin CHN China                  | Antoaneta Frenkeva BUL Bulgária              | [ 137 ] |
| Barcelona 1992 (detalhes)        | Kyoko Iwasaki JPN Japão                      | Lin Li CHN China                         | Anita Nall USA Estados Unidos                | [ 138 ] |
| Atlanta 1996 (detalhes)          | Penelope Heyns RSA África do Sul             | Amanda Beard USA Estados Unidos          | Ágnes Kovács HUN Hungria                     | [ 139 ] |
| Sydney 2000 (detalhes)           | Ágnes Kovács HUN Hungria                     | Kristy Kowal USA Estados Unidos          | Amanda Beard USA Estados Unidos              | [ 140 ] |
| Atenas 2004 (detalhes)           | Amanda Beard USA Estados Unidos              | Leisel Jones AUS Austrália               | Anne Poleska GER Alemanha                    | [ 141 ] |
| Pequim 2008 (detalhes)           | Rebecca Soni USA Estados Unidos              | Leisel Jones AUS Austrália               | Sara Nordenstam NOR Noruega                  | [ 142 ] |
| Londres 2012 (detalhes)          | Rebecca Soni USA Estados Unidos              | Satomi Suzuki JPN Japão                  | Yuliya Efimova RUS Rússia                    | [ 143 ] |
| Rio 2016 (detalhes)              | Rie Kaneto JPN Japão                         | Yuliya Efimova RUS Rússia                | Shi Jinglin CHN China                        |         |
| Tóquio 2020 (detalhes)           | Tatjana Schoenmaker RSA África do Sul        | Lilly King USA Estados Unidos            | Annie Lazor USA Estados Unidos               | [ 8 ]   |
| Paris 2024 (detalhes)            | Kate Douglass USA Estados Unidos             | Tatjana Smith RSA África do Sul          | Tes Schouten NED Países Baixos               | [ 9 ]   |

### 100 metros borboleta
| Evento                           | Ouro                                  | Prata                                     | Bronze                                  | Ref     |
| -------------------------------- | ------------------------------------- | ----------------------------------------- | --------------------------------------- | ------- |
| Melbourne 1956 (detalhes)        | Shelley Mann USA Estados Unidos       | Nancy Ramey USA Estados Unidos            | Mary Sears USA Estados Unidos           | [ 144 ] |
| Roma 1960 (detalhes)             | Carolyn Schuler USA Estados Unidos    | Marianne Heemskerk NED Países Baixos      | Janice Andrew AUS Austrália             | [ 145 ] |
| Tóquio 1964 (detalhes)           | Sharon Stouder USA Estados Unidos     | Ada Kok NED Países Baixos                 | Kathleen Ellis USA Estados Unidos       | [ 146 ] |
| Cidade do México 1968 (detalhes) | Lyn McClements AUS Austrália          | Ellie Daniel USA Estados Unidos           | Susan Shields USA Estados Unidos        | [ 147 ] |
| Munique 1972 (detalhes)          | Mayumi Aoki JPN Japão                 | Roswitha Beier GDR Alemanha Oriental      | Andrea Gyarmati HUN Hungria             | [ 148 ] |
| Montreal 1976 (detalhes)         | Kornelia Ender GDR Alemanha Oriental  | Andrea Pollack GDR Alemanha Oriental      | Wendy Boglioli USA Estados Unidos       | [ 149 ] |
| Moscou 1980 (detalhes)           | Caren Metschuck GDR Alemanha Oriental | Andrea Pollack GDR Alemanha Oriental      | Christiane Knacke GDR Alemanha Oriental | [ 150 ] |
| Los Angeles 1984 (detalhes)      | Mary Meagher USA Estados Unidos       | Jenna Johnson USA Estados Unidos          | Karin Seick FRG Alemanha Ocidental      | [ 151 ] |
| Seul 1988 (detalhes)             | Kristin Otto GDR Alemanha Oriental    | Birte Weigang GDR Alemanha Oriental       | Qian Hong CHN China                     | [ 152 ] |
| Barcelona 1992 (detalhes)        | Qian Hong CHN China                   | Crissy Ahmann-Leighton USA Estados Unidos | Catherine Plewinski FRA França          | [ 153 ] |
| Atlanta 1996 (detalhes)          | Amy Van Dyken USA Estados Unidos      | Liu Limin CHN China                       | Angel Martino USA Estados Unidos        | [ 154 ] |
| Sydney 2000 (detalhes)           | Inge de Bruijn NED Países Baixos      | Martina Moravcová SVK Eslováquia          | Dara Torres USA Estados Unidos          | [ 155 ] |
| Atenas 2004 (detalhes)           | Petria Thomas AUS Austrália           | Otylia Jędrzejczak POL Polônia            | Inge de Bruijn NED Países Baixos        | [ 156 ] |
| Pequim 2008 (detalhes)           | Lisbeth Trickett AUS Austrália        | Christine Magnuson USA Estados Unidos     | Jessicah Schipper AUS Austrália         | [ 157 ] |
| Londres 2012 (detalhes)          | Dana Vollmer USA Estados Unidos       | Lu Ying CHN China                         | Alicia Coutts AUS Austrália             | [ 158 ] |
| Rio 2016 (detalhes)              | Sarah Sjöström SWE Suécia             | Penny Oleksiak CAN Canadá                 | Dana Vollmer USA Estados Unidos         |         |
| Tóquio 2020 (detalhes)           | Maggie Mac Neil CAN Canadá            | Zhang Yufei CHN China                     | Emma McKeon AUS Austrália               | [ 8 ]   |
| Paris 2024 (detalhes)            | Torri Huske USA Estados Unidos        | Gretchen Walsh USA Estados Unidos         | Zhang Yufei CHN China                   | [ 9 ]   |

### 200 metros borboleta
| Evento                           | Ouro                                 | Prata                                   | Bronze                                  | Ref     |
| -------------------------------- | ------------------------------------ | --------------------------------------- | --------------------------------------- | ------- |
| Cidade do México 1968 (detalhes) | Ada Kok NED Países Baixos            | Helga Lindner GDR Alemanha Oriental     | Ellie Daniel USA Estados Unidos         | [ 159 ] |
| Munique 1972 (detalhes)          | Karen Moe USA Estados Unidos         | Lynn Colella USA Estados Unidos         | Ellie Daniel USA Estados Unidos         | [ 160 ] |
| Montreal 1976 (detalhes)         | Andrea Pollack GDR Alemanha Oriental | Ulrike Tauber GDR Alemanha Oriental     | Rosemarie Gabriel GDR Alemanha Oriental | [ 161 ] |
| Moscou 1980 (detalhes)           | Ines Geißler GDR Alemanha Oriental   | Sybille Schönrock GDR Alemanha Oriental | Michelle Ford AUS Austrália             | [ 162 ] |
| Los Angeles 1984 (detalhes)      | Mary Meagher USA Estados Unidos      | Karen Phillips AUS Austrália            | Ina Beyermann FRG Alemanha Ocidental    | [ 163 ] |
| Seul 1988 (detalhes)             | Kathleen Nord GDR Alemanha Oriental  | Birte Weigang GDR Alemanha Oriental     | Mary Meagher USA Estados Unidos         | [ 164 ] |
| Barcelona 1992 (detalhes)        | Summer Sanders USA Estados Unidos    | Wang Xiaohong CHN China                 | Susie O'Neill AUS Austrália             | [ 165 ] |
| Atlanta 1996 (detalhes)          | Susie O'Neill AUS Austrália          | Petria Thomas AUS Austrália             | Michelle Smith IRL Irlanda              | [ 166 ] |
| Sydney 2000 (detalhes)           | Misty Hyman USA Estados Unidos       | Susie O'Neill AUS Austrália             | Petria Thomas AUS Austrália             | [ 167 ] |
| Atenas 2004 (detalhes)           | Otylia Jędrzejczak POL Polônia       | Petria Thomas AUS Austrália             | Yuko Nakanishi JPN Japão                | [ 168 ] |
| Pequim 2008 (detalhes)           | Liu Zige CHN China                   | Jiao Liuyang CHN China                  | Jessicah Schipper AUS Austrália         | [ 169 ] |
| Londres 2012 (detalhes)          | Jiao Liuyang CHN China               | Mireia Belmonte ESP Espanha             | Natsumi Hoshi JPN Japão                 | [ 170 ] |
| Rio 2016 (detalhes)              | Mireia Belmonte ESP Espanha          | Madeline Groves AUS Austrália           | Natsumi Hoshi JPN Japão                 |         |
| Tóquio 2020 (detalhes)           | Zhang Yufei CHN China                | Regan Smith USA Estados Unidos          | Hali Flickinger USA Estados Unidos      | [ 8 ]   |
| Paris 2024 (detalhes)            | Summer McIntosh CAN Canadá           | Regan Smith USA Estados Unidos          | Zhang Yufei CHN China                   | [ 9 ]   |

### 200 metros medley
| Evento                           | Ouro                                 | Prata                                   | Bronze                               | Ref     |
| -------------------------------- | ------------------------------------ | --------------------------------------- | ------------------------------------ | ------- |
| Cidade do México 1968 (detalhes) | Claudia Kolb USA Estados Unidos      | Susan Pedersen USA Estados Unidos       | Jan Henne USA Estados Unidos         | [ 171 ] |
| Munique 1972 (detalhes)          | Shane Gould AUS Austrália            | Kornelia Ender GDR Alemanha Oriental    | Lynn Vidali USA Estados Unidos       | [ 172 ] |
| Los Angeles 1984 (detalhes)      | Tracy Caulkins USA Estados Unidos    | Nancy Hogshead USA Estados Unidos       | Michele Pearson AUS Austrália        | [ 173 ] |
| Seul 1988 (detalhes)             | Daniela Hunger GDR Alemanha Oriental | Yelena Dendeberova URS União Soviética  | Noemi Lung ROU Romênia               | [ 174 ] |
| Barcelona 1992 (detalhes)        | Lin Li CHN China                     | Summer Sanders USA Estados Unidos       | Daniela Hunger GER Alemanha          | [ 175 ] |
| Atlanta 1996 (detalhes)          | Michelle Smith IRL Irlanda           | Marianne Limpert CAN Canadá             | Lin Li CHN China                     | [ 176 ] |
| Sydney 2000 (detalhes)           | Yana Klochkova UKR Ucrânia           | Beatrice Câșlaru ROU Romênia            | Cristina Teuscher USA Estados Unidos | [ 177 ] |
| Atenas 2004 (detalhes)           | Yana Klochkova UKR Ucrânia           | Amanda Beard USA Estados Unidos         | Kirsty Coventry ZIM Zimbabwe         | [ 178 ] |
| Pequim 2008 (detalhes)           | Stephanie Rice AUS Austrália         | Kirsty Coventry ZIM Zimbabwe            | Natalie Coughlin USA Estados Unidos  | [ 179 ] |
| Londres 2012 (detalhes)          | Ye Shiwen CHN China                  | Alicia Coutts AUS Austrália             | Caitlin Leverenz USA Estados Unidos  | [ 180 ] |
| Rio 2016 (detalhes)              | Katinka Hosszú HUN Hungria           | Siobhan-Marie O'Connor GBR Grã-Bretanha | Maya DiRado USA Estados Unidos       |         |
| Tóquio 2020 (detalhes)           | Yui Ohashi JPN Japão                 | Alex Walsh USA Estados Unidos           | Kate Douglass USA Estados Unidos     | [ 8 ]   |
| Paris 2024 (detalhes)            | Summer McIntosh CAN Canadá           | Kate Douglass USA Estados Unidos        | Kaylee McKeown AUS Austrália         | [ 9 ]   |

### 400 metros medley
| Evento                           | Ouro                                  | Prata                               | Bronze                                 | Ref     |
| -------------------------------- | ------------------------------------- | ----------------------------------- | -------------------------------------- | ------- |
| Tóquio 1964 (detalhes)           | Donna de Varona USA Estados Unidos    | Sharon Finneran USA Estados Unidos  | Martha Randall USA Estados Unidos      | [ 181 ] |
| Cidade do México 1968 (detalhes) | Claudia Kolb USA Estados Unidos       | Lynn Vidali USA Estados Unidos      | Sabine Steinbach GDR Alemanha Oriental | [ 182 ] |
| Munique 1972 (detalhes)          | Gail Neall AUS Austrália              | Leslie Cliff CAN Canadá             | Novella Calligaris ITA Itália          | [ 183 ] |
| Montreal 1976 (detalhes)         | Ulrike Tauber GDR Alemanha Oriental   | Cheryl Gibson CAN Canadá            | Becky Smith CAN Canadá                 | [ 184 ] |
| Moscou 1980 (detalhes)           | Petra Schneider GDR Alemanha Oriental | Sharron Davies GBR Grã-Bretanha     | Agnieszka Czopek POL Polônia           | [ 185 ] |
| Los Angeles 1984 (detalhes)      | Tracy Caulkins USA Estados Unidos     | Suzanne Landells AUS Austrália      | Petra Zindler FRG Alemanha Ocidental   | [ 186 ] |
| Seul 1988 (detalhes)             | Janet Evans USA Estados Unidos        | Noemi Lung ROU Romênia              | Daniela Hunger GDR Alemanha Oriental   | [ 187 ] |
| Barcelona 1992 (detalhes)        | Krisztina Egerszegi HUN Hungria       | Lin Li CHN China                    | Summer Sanders USA Estados Unidos      | [ 188 ] |
| Atlanta 1996 (detalhes)          | Michelle Smith IRL Irlanda            | Allison Wagner USA Estados Unidos   | Krisztina Egerszegi HUN Hungria        | [ 189 ] |
| Sydney 2000 (detalhes)           | Yana Klochkova UKR Ucrânia            | Yasuko Tajima JPN Japão             | Beatrice Câșlaru ROU Romênia           | [ 190 ] |
| Atenas 2004 (detalhes)           | Yana Klochkova UKR Ucrânia            | Kaitlin Sandeno USA Estados Unidos  | Georgina Bardach ARG Argentina         | [ 191 ] |
| Pequim 2008 (detalhes)           | Stephanie Rice AUS Austrália          | Kirsty Coventry ZIM Zimbabwe        | Katie Hoff USA Estados Unidos          | [ 192 ] |
| Londres 2012 (detalhes)          | Ye Shiwen CHN China                   | Elizabeth Beisel USA Estados Unidos | Li Xuanxu CHN China                    | [ 193 ] |
| Rio 2016 (detalhes)              | Katinka Hosszú HUN Hungria            | Maya DiRado USA Estados Unidos      | Mireia Belmonte ESP Espanha            |         |
| Tóquio 2020 (detalhes)           | Yui Ohashi JPN Japão                  | Emma Weyant USA Estados Unidos      | Hali Flickinger USA Estados Unidos     | [ 8 ]   |
| Paris 2024 (detalhes)            | Summer McIntosh CAN Canadá            | Katie Grimes USA Estados Unidos     | Emma Weyant USA Estados Unidos         | [ 9 ]   |

### Revezamento 4x100 metros livre
| Evento                           | Ouro                                                                                                 | Prata | Bronze | Ref     |
| -------------------------------- | --- | --- | --- | ------- |
| Estocolmo 1912 (detalhes)        | Belle Moore Jennie Fletcher Annie Speirs Irene Steer GBR Grã-Bretanha                                | Wally Dressel Louise Otto Hermine Stindt Grete Rosenberg GER Alemanha                                           | Margarete Adler Klara Milch Josephine Sticker Berta Zahourek AUT Áustria                                              | [ 194 ] |
| Antuérpia 1920 (detalhes)        | Margaret Woodbridge Frances Schroth Irene Guest Ethelda Bleibtrey USA Estados Unidos                 | Hilda James Constance Jeans Charlotte Radcliffe Grace McKenzie GBR Grã-Bretanha                                 | Aina Berg Emy Machnow Carin Nilsson Jane Gylling SWE Suécia                                                           | [ 195 ] |
| Paris 1924 (detalhes)            | Euphrasia Donnelly Gertrude Ederle Ethel Lackie Mariechen Wehselau USA Estados Unidos                | Florence Barker Constance Jeans Grace McKenzie Iris Tanner GBR Grã-Bretanha                                     | Aina Berg Gurli Ewerlund Wivian Pettersson Hjördis Töpel SWE Suécia                                                   | [ 196 ] |
| Amsterdã 1928 (detalhes)         | Adelaide Lambert Albina Osipowich Eleanor Saville Martha Norelius USA Estados Unidos                 | Joyce Cooper Iris Tanner Cissie Stewart Ellen King GBR Grã-Bretanha                                             | Rhoda Rennie Freddie van der Goes Marie Bedford Kathleen Russell RSA África do Sul                                    | [ 197 ] |
| Los Angeles 1932 (detalhes)      | Helen Johns Eleanor Saville Josephine McKim Helene Madison USA Estados Unidos                        | Willy den Ouden Puck Oversloot Corrie Laddé Maria Vierdag NED Países Baixos                                     | Joyce Cooper Elizabeth Davies Edna Hughes Helen Varcoe GBR Grã-Bretanha                                               | [ 198 ] |
| Berlim 1936 (detalhes)           | Jopie Selbach Tini Wagner Willy den Ouden Rie Mastenbroek NED Países Baixos                          | Ruth Halbsguth Leni Lohmar Ingeborg Schmitz Gisela Arendt GER Alemanha                                          | Katherine Rawls Bernice Lapp Mavis Freeman Olive McKean USA Estados Unidos                                            | [ 199 ] |
| Londres 1948 (detalhes)          | Marie Corridon Thelma Kalama Brenda Helser Ann Curtis USA Estados Unidos                             | Eva Riise Karen Harup Greta Andersen Fritze Carstensen DEN Dinamarca                                            | Irma Heijting-Schuhmacher Margot Marsman Marie-Louise Linssen-Vaessen Hannie Termeulen NED Países Baixos              | [ 200 ] |
| Helsinque 1952 (detalhes)        | Ilona Novák Judit Temes Éva Novák Katalin Szőke HUN Hungria                                          | Marie-Louise Linssen-Vaessen Koosje van Voorn Hannie Termeulen Irma Heijting-Schuhmacher NED Países Baixos      | Jacqueline Lavine Marilee Stepan Jody Alderson Evelyn Kawamoto USA Estados Unidos                                     | [ 201 ] |
| Melbourne 1956 (detalhes)        | Dawn Fraser Faith Leech Sandra Morgan Lorraine Crapp AUS Austrália                                   | Sylvia Ruuska Shelley Mann Nancy Simons Joan Rosazza USA Estados Unidos                                         | Natalie Myburgh Susan Roberts Moira Abernethy Jeanette Myburgh RSA África do Sul                                      | [ 202 ] |
| Roma 1960 (detalhes)             | Joan Spillane Shirley Stobs Carolyn Wood Chris von Saltza USA Estados Unidos                         | Dawn Fraser Ilsa Konrads Lorraine Crapp Alva Colquhuon AUS Austrália                                            | Christel Steffin Heidi Pechstein Gisela Weiss Ursula Brunner EUA Equipe Alemã Unida                                   | [ 203 ] |
| Tóquio 1964 (detalhes)           | Sharon Stouder Donna de Varona Lillian Watson Kathleen Ellis USA Estados Unidos                      | Robyn Thorn Janice Murphy Lynette Bell Dawn Fraser AUS Austrália                                                | Pauline van der Wildt Toos Beumer Winnie van Weerdenburg Erica Terpstra NED Países Baixos                             | [ 204 ] |
| Cidade do México 1968 (detalhes) | Jane Barkman Linda Gustavson Susan Pedersen Jan Henne USA Estados Unidos                             | Gabriele Wetzko Roswitha Krause Uta Schmuck Gabriele Perthes GDR Alemanha Oriental                              | Angela Coughlan Marilyn Corson Elaine Tanner Marion Lay CAN Canadá                                                    | [ 205 ] |
| Munique 1972 (detalhes)          | Shirley Babashoff Jane Barkman Jennifer Kemp Sandra Neilson USA Estados Unidos                       | Andrea Eife Kornelia Ender Elke Sehmisch Gabriele Wetzko GDR Alemanha Oriental                                  | Gudrun Beckmann Heidemarie Reineck Angela Steinbach Jutta Weber FRG Alemanha Ocidental                                | [ 206 ] |
| Montreal 1976 (detalhes)         | Kim Peyton Jill Sterkel Shirley Babashoff Wendy Boglioli USA Estados Unidos                          | Petra Priemer Kornelia Ender Claudia Hempel Andrea Pollack GDR Alemanha Oriental                                | Becky Smith Gail Amundrud Barbara Clark Anne Jardin CAN Canadá                                                        | [ 207 ] |
| Moscou 1980 (detalhes)           | Barbara Krause Caren Metschuck Ines Diers Sarina Hülsenbeck GDR Alemanha Oriental                    | Carina Ljungdahl Tina Gustafsson Agneta Mårtensson Agneta Eriksson SWE Suécia                                   | Conny van Bentum Wilma van Velsen Reggie de Jong Annelies Maas NED Países Baixos                                      | [ 208 ] |
| Los Angeles 1984 (detalhes)      | Jenna Johnson Carrie Steinseifer Dara Torres Nancy Hogshead USA Estados Unidos                       | Annemarie Verstappen Desi Reijers Elles Voskes Conny van Bentum NED Países Baixos                               | Iris Zscherpe Susanne Schuster Christiane Pielke Karin Seick FRG Alemanha Ocidental                                   | [ 209 ] |
| Seul 1988 (detalhes)             | Kristin Otto Katrin Meißner Daniela Hunger Manuela Stellmach GDR Alemanha Oriental                   | Marianne Muis Mildred Muis Conny van Bentum Karin Brienesse NED Países Baixos                                   | Mary Wayte Mitzi Kremer Laura Walker Dara Torres USA Estados Unidos                                                   | [ 210 ] |
| Barcelona 1992 (detalhes)        | Nicole Haislett Angel Martino Jenny Thompson Dara Torres USA Estados Unidos                          | Le Jingyi Lu Bin Zhuang Yong Yang Wenyi CHN China                                                               | Franziska van Almsick Daniela Hunger Simone Osygus Manuela Stellmach GER Alemanha                                     | [ 211 ] |
| Atlanta 1996 (detalhes)          | Angel Martino Amy Van Dyken Catherine Fox Jenny Thompson USA Estados Unidos                          | Le Jingyi Chao Na Nian Yun Shan Ying CHN China                                                                  | Sandra Völker Simone Osygus Antje Buschschulte Franziska van Almsick GER Alemanha                                     | [ 212 ] |
| Sydney 2000 (detalhes)           | Amy Van Dyken Courtney Shealy Jenny Thompson Dara Torres USA Estados Unidos                          | Manon van Rooijen Wilma van Hofwegen Inge de Bruijn Thamar Henneken NED Países Baixos                           | Johanna Sjöberg Therese Alshammar Louise Jöhncke Anna-Karin Kammerling SWE Suécia                                     | [ 213 ] |
| Atenas 2004 (detalhes)           | Alice Mills Libby Lenton Petria Thomas Jodie Henry AUS Austrália                                     | Kara Lynn Joyce Natalie Coughlin Amanda Weir Jenny Thompson USA Estados Unidos                                  | Chantal Groot Inge Dekker Marleen Veldhuis Inge de Bruijn NED Países Baixos                                           | [ 214 ] |
| Pequim 2008 (detalhes)           | Inge Dekker Ranomi Kromowidjojo Femke Heemskerk Marleen Veldhuis NED Países Baixos                   | Natalie Coughlin Dara Torres Kara Lynn Joyce Lacey Nymeyer USA Estados Unidos                                   | Cate Campbell Alice Mills Melanie Schlanger Lisbeth Trickett AUS Austrália                                            | [ 215 ] |
| Londres 2012 (detalhes)          | Alicia Coutts Cate Campbell Brittany Elmslie Melanie Schlanger AUS Austrália                         | Inge Dekker Marleen Veldhuis Femke Heemskerk Ranomi Kromowidjojo NED Países Baixos                              | Missy Franklin Jessica Hardy Lia Neal Allison Schmitt USA Estados Unidos                                              | [ 216 ] |
| Rio 2016 (detalhes)              | Emma McKeon Brittany Elmslie Bronte Campbell Cate Campbell Madison Wilson AUS Austrália              | Simone Manuel Abbey Weitzeil Dana Vollmer Katie Ledecky Amanda Weir Lia Neal Allison Schmitt USA Estados Unidos | Sandrine Mainville Chantal Van Landeghem Taylor Ruck Penny Oleksiak Michelle Williams CAN Canadá                      |         |
| Tóquio 2020 (detalhes)           | Bronte Campbell Meg Harris Emma McKeon Cate Campbell Mollie O'Callaghan Madison Wilson AUS Austrália | Kayla Sanchez Maggie Mac Neil Rebecca Smith Penny Oleksiak Taylor Ruck CAN Canadá                               | Erika Brown Abbey Weitzeil Natalie Hinds Simone Manuel Catie DeLoof Allison Schmitt Olivia Smoliga USA Estados Unidos | [ 8 ]   |
| Paris 2024 (detalhes)            | Mollie O'Callaghan Shayna Jack Emma McKeon Meg Harris Bronte Campbell Olivia Wunsch AUS Austrália    | Kate Douglass Gretchen Walsh Torri Huske Simone Manuel Erika Connolly Abbey Weitzeil USA Estados Unidos         | Yang Junxuan Cheng Yujie Zhang Yufei Wu Qingfeng Yu Yiting CHN China                                                  | [ 9 ]   |

### Revezamento 4x200 metros livre
| Evento                  | Ouro | Prata | Bronze | Ref     |
| ----------------------- | --- | --- | --- | ------- |
| Atlanta 1996 (detalhes) | Trina Jackson Cristina Teuscher Sheila Taormina Jenny Thompson Lisa Jacob Annette Salmeen Ashley Whitney USA Estados Unidos                | Franziska van Almsick Kerstin Kielgass Anke Scholz Dagmar Hase Meike Freitag Simone Osygus GER Alemanha                              | Julia Greville Nicole Stevenson Emma Johnson Susie O'Neill Lise Mackie AUS Austrália                                           | [ 217 ] |
| Sydney 2000 (detalhes)  | Diana Munz Jenny Thompson Samantha Arsenault Lindsay Benko Julia Stowers Kim Black USA Estados Unidos                                      | Giaan Rooney Petria Thomas Kirsten Thomson Susie O'Neill Jacinta van Lint Elka Graham AUS Austrália                                  | Franziska van Almsick Antje Buschschulte Sara Harstick Kerstin Kielgass Meike Freitag Britta Steffen GER Alemanha              | [ 218 ] |
| Atenas 2004 (detalhes)  | Natalie Coughlin Carly Piper Dana Vollmer Kaitlin Sandeno Lindsay Benko Rhi Jeffrey Rachel Komisarz USA Estados Unidos                     | Zhu Yingwen Xu Yanwei Yang Yu Pang Jiaying Li Ji CHN China                                                                           | Franziska van Almsick Petra Dallmann Antje Buschschulte Hannah Stockbauer Janina Götz Sara Harstick GER Alemanha               | [ 219 ] |
| Pequim 2008 (detalhes)  | Stephanie Rice Bronte Barratt Kylie Palmer Linda Mackenzie Felicity Galvez Angie Bainbridge Melanie Schlanger Lara Davenport AUS Austrália | Yang Yu Zhu Qianwei Tan Miao Pang Jiaying Tang Jingzhi CHN China                                                                     | Allison Schmitt Natalie Coughlin Caroline Burckle Katie Hoff Christine Marshall Kim Vandenberg Julia Smit USA Estados Unidos   | [ 220 ] |
| Londres 2012 (detalhes) | Missy Franklin Dana Vollmer Shannon Vreeland Allison Schmitt Lauren Perdue Alyssa Anderson USA Estados Unidos                              | Bronte Barratt Melanie Schlanger Kylie Palmer Alicia Coutts Brittany Elmslie Angie Bainbridge Jade Neilsen Blair Evans AUS Austrália | Camille Muffat Charlotte Bonnet Ophélie-Cyrielle Étienne Coralie Balmy Margaux Farrell Mylène Lazare FRA França                | [ 221 ] |
| Rio 2016 (detalhes)     | Allison Schmitt Leah Smith Maya DiRado Katie Ledecky Missy Franklin Melanie Margalis Cierra Runge USA Estados Unidos                       | Leah Neale Emma McKeon Bronte Barratt Tamsin Cook Jessica Ashwood AUS Austrália                                                      | Katerine Savard Taylor Ruck Brittany MacLean Penny Oleksiak Kennedy Goss Emily Overholt CAN Canadá                             |         |
| Tóquio 2020 (detalhes)  | Yang Junxuan Tang Muhan Zhang Yufei Li Bingjie Dong Jie Zhang Yifan CHN China                                                              | Allison Schmitt Paige Madden Katie McLaughlin Katie Ledecky Brooke Forde Bella Sims USA Estados Unidos                               | Ariarne Titmus Emma McKeon Madison Wilson Leah Neale Tamsin Cook Meg Harris Mollie O'Callaghan Brianna Throssell AUS Austrália | [ 8 ]   |
| Paris 2024 (detalhes)   | Mollie O'Callaghan Lani Pallister Brianna Throssell Ariarne Titmus Jamie Perkins Shayna Jack AUS Austrália                                 | Claire Weinstein Paige Madden Katie Ledecky Erin Gemmell Anna Peplowski Simone Manuel Alex Shackell USA Estados Unidos               | Yang Junxuan Li Bingjie Ge Chutong Liu Yaxin Tang Muhan Kong Yaqi CHN China                                                    | [ 9 ]   |

### Revezamento 4x100 metros medley
| Evento                           | Ouro | Prata | Bronze | Ref     |
| -------------------------------- | --- | --- | --- | ------- |
| Roma 1960 (detalhes)             | Lynn Burke Patty Kempner Carolyn Schuler Chris von Saltza USA Estados Unidos                                                                | Marilyn Wilson Rosemary Lassig Jan Andrew Dawn Fraser AUS Austrália                                                                            | Ingrid Schmidt Ursula Küper Bärbel Fuhrmann Ursel Brunner EUA Equipe Alemã Unida                                 | [ 222 ] |
| Tóquio 1964 (detalhes)           | Cathy Ferguson Cynthia Goyette Sharon Stouder Kathleen Ellis USA Estados Unidos                                                             | Corrie Winkel Klenie Bimolt Ada Kok Erica Terpstra NED Países Baixos                                                                           | Tatyana Savelyeva Svetlana Babanina Tatyana Devyatova Natalya Ustinova URS União Soviética                       | [ 223 ] |
| Cidade do México 1968 (detalhes) | Kaye Hall Catie Ball Ellie Daniel Susan Pedersen USA Estados Unidos                                                                         | Lynne Watson Judy Playfair Lyn McClements Janet Steinbeck AUS Austrália                                                                        | Angelika Kraus Uta Frommater Heike Hustede Heidemarie Reineck FRG Alemanha Ocidental                             | [ 224 ] |
| Munique 1972 (detalhes)          | Melissa Belote Catherine Carr Deena Deardurff Sandra Neilson USA Estados Unidos                                                             | Christine Herbst Renate Vogel Roswitha Beier Kornelia Ender GDR Alemanha Oriental                                                              | Gudrun Beckmann Vreni Eberle Silke Pielen Heidemarie Reineck FRG Alemanha Ocidental                              | [ 225 ] |
| Montreal 1976 (detalhes)         | Ulrike Richter Hannelore Anke Kornelia Ender Andrea Pollack GDR Alemanha Oriental                                                           | Camille Wright Shirley Babashoff Linda Jezek Lauri Siering USA Estados Unidos                                                                  | Susan Sloan Robin Corsiglia Wendy Hogg Anne Jardin CAN Canadá                                                    | [ 226 ] |
| Moscou 1980 (detalhes)           | Rica Reinisch Ute Geweniger Andrea Pollack Caren Metschuck GDR Alemanha Oriental                                                            | Helen Jameson Margaret Kelly Ann Osgerby June Croft GBR Grã-Bretanha                                                                           | Yelena Kruglova Elvira Vasilkova Alla Grishchenkova Natalya Strunnikova URS União Soviética                      | [ 227 ] |
| Los Angeles 1984 (detalhes)      | Theresa Andrews Tracy Caulkins Mary T. Meagher Nancy Hogshead USA Estados Unidos                                                            | Svenja Schlicht Ute Hasse Ina Beyermann Karin Seick FRG Alemanha Ocidental                                                                     | Reema Abdo Anne Ottenbrite Michelle MacPherson Pamela Rai CAN Canadá                                             | [ 228 ] |
| Seul 1988 (detalhes)             | Kristin Otto Silke Hörner Birte Weigang Katrin Meißner GDR Alemanha Oriental                                                                | Beth Barr Tracey McFarlane Janel Jorgensen Mary Wayte USA Estados Unidos                                                                       | Lori Melien Allison Higson Jane Kerr Andrea Nugent CAN Canadá                                                    | [ 229 ] |
| Barcelona 1992 (detalhes)        | Crissy Ahmann-Leighton Lea Loveless Anita Nall Jenny Thompson Janie Wagstaff Megan Kleine Summer Sanders Nicole Haislett USA Estados Unidos | Franziska van Almsick Jana Dörries Dagmar Hase Daniela Hunger Daniela Brendel Bettina Ustrowski Simone Osygus GER Alemanha                     | Nina Zhivanevskaya Olga Kirichenko Natalya Meshcheryakova Yelena Rudkovskaya Yelena Shubina EUN Equipa Unificada | [ 230 ] |
| Atlanta 1996 (detalhes)          | Beth Botsford Amanda Beard Angel Martino Amy Van Dyken Catherine Fox Whitney Hedgepeth Kristine Quance Jenny Thompson USA Estados Unidos    | Nicole Stevenson Samantha Riley Susie O'Neill Sarah Ryan Helen Denman Angela Kennedy AUS Austrália                                             | Chen Yan Han Xue Cai Huijue Shan Ying CHN China                                                                  | [ 231 ] |
| Sydney 2000 (detalhes)           | Dara Torres Barbara Bedford Megan Quann Jenny Thompson Courtney Shealy Ashley Tappin Amy Van Dyken Staciana Stitts USA Estados Unidos       | Petria Thomas Leisel Jones Susie O'Neill Dyana Calub Giaan Rooney Tarnee White Sarah Ryan AUS Austrália                                        | Masami Tanaka Sumika Minamoto Mai Nakamura Junko Onishi JPN Japão                                                | [ 232 ] |
| Atenas 2004 (detalhes)           | Giaan Rooney Leisel Jones Petria Thomas Jodie Henry Brooke Hanson Jessicah Schipper Alice Mills AUS Austrália                               | Natalie Coughlin Amanda Beard Jenny Thompson Kara Lynn Joyce Haley Cope Tara Kirk Rachel Komisarz Amanda Weir USA Estados Unidos               | Antje Buschschulte Sarah Poewe Franziska van Almsick Daniela Götz GER Alemanha                                   | [ 233 ] |
| Pequim 2008 (detalhes)           | Emily Seebohm Leisel Jones Jessicah Schipper Lisbeth Trickett Tarnee White Felicity Galvez Shayne Reese AUS Austrália                       | Natalie Coughlin Rebecca Soni Christine Magnuson Dara Torres Margaret Hoelzer Megan Jendrick Elaine Breeden Kara Lynn Joyce USA Estados Unidos | Zhao Jing Sun Ye Zhou Yafei Pang Jiaying Xu Tianlongzi CHN China                                                 | [ 234 ] |
| Londres 2012 (detalhes)          | Missy Franklin Rebecca Soni Dana Vollmer Allison Schmitt Rachel Bootsma Breeja Larson Claire Donahue Jessica Hardy USA Estados Unidos       | Emily Seebohm Leisel Jones Alicia Coutts Melanie Schlanger Brittany Elmslie AUS Austrália                                                      | Aya Terakawa Satomi Suzuki Yuka Kato Haruka Ueda JPN Japão                                                       | [ 235 ] |
| Rio 2016 (detalhes)              | Kathleen Baker Lilly King Dana Vollmer Simone Manuel Olivia Smoliga Katie Meili Kelsi Worrell Abbey Weitzeil USA Estados Unidos             | Emily Seebohm Taylor McKeown Emma McKeon Cate Campbell Madison Wilson Madeline Groves Brittany Elmslie AUS Austrália                           | Mie Nielsen Rikke Møller Pedersen Jeanette Ottesen Pernille Blume DEN Dinamarca                                  |         |
| Tóquio 2020 (detalhes)           | Kaylee McKeown Chelsea Hodges Emma McKeon Cate Campbell Mollie O'Callaghan Emily Seebohm Brianna Throssell AUS Austrália                    | Regan Smith Lydia Jacoby Torri Huske Abbey Weitzeil Erika Brown Claire Curzan Lilly King Rhyan White USA Estados Unidos                        | Kylie Masse Sydney Pickrem Maggie Mac Neil Penny Oleksiak Taylor Ruck Kayla Sanchez CAN Canadá                   | [ 8 ]   |
| Paris 2024 (detalhes)            | Regan Smith Lilly King Gretchen Walsh Torri Huske Katharine Berkoff Emma Weber Alex Shackell Kate Douglass USA Estados Unidos               | Kaylee McKeown Jenna Strauch Emma McKeon Mollie O'Callaghan Iona Anderson Ella Ramsay Alexandria Perkins Meg Harris AUS Austrália              | Wan Letian Tang Qianting Zhang Yufei Yang Junxuan Wang Xue'er Yu Yiting Wu Qingfeng CHN China                    | [ 9 ]   |

### Maratona 10 km
| Evento                  | Ouro                                    | Prata                                   | Bronze                            | Ref     |
| ----------------------- | --------------------------------------- | --------------------------------------- | --------------------------------- | ------- |
| Pequim 2008 (detalhes)  | Larisa Ilchenko RUS Rússia              | Keri-Anne Payne GBR Grã-Bretanha        | Cassandra Patten GBR Grã-Bretanha | [ 236 ] |
| Londres 2012 (detalhes) | Éva Risztov HUN Hungria                 | Haley Anderson USA Estados Unidos       | Martina Grimaldi ITA Itália       | [ 237 ] |
| Rio 2016 (detalhes)     | Sharon van Rouwendaal NED Países Baixos | Rachele Bruni ITA Itália                | Poliana Okimoto BRA Brasil        |         |
| Tóquio 2020 (detalhes)  | Ana Marcela Cunha BRA Brasil            | Sharon van Rouwendaal NED Países Baixos | Kareena Lee AUS Austrália         | [ 238 ] |
| Paris 2024 (detalhes)   | Sharon van Rouwendaal NED Países Baixos | Moesha Johnson AUS Austrália            | Ginevra Taddeucci ITA Itália      | [ 239 ] |

## Eventos passados

### 300 metros livre
| Evento                    | Ouro                                 | Prata                          | Bronze                             | Ref     |
| ------------------------- | ------------------------------------ | ------------------------------ | ---------------------------------- | ------- |
| Antuérpia 1920 (detalhes) | Ethelda Bleibtrey USA Estados Unidos | Irene Guest USA Estados Unidos | Frances Schroth USA Estados Unidos | [ 240 ] |